# Вірменія на зимових Олімпійських іграх 2022
Вірменія взяла участь у зимових Олімпійських іграх 2022, що тривали з 4 до 20 лютого в Пекіні (Китай).
Збірна Вірменії складалася з шести спортсменів (по три кожної статі), що змагалися в трьох видах спорту. Це вдвічі більше, ніж було 2018 року. Тіна Гарабедян і Мікаєл Мікаєлян несли прапор своєї країни на церемонії відкриття.

## Спортсмени
Кількість спортсменів, що взяли участь в Іграх, за видами спорту.
| Вид спорту          | Чоловіки | Жінки | Загалом |
| ------------------- | -------- | ----- | ------- |
| Гірськолижний спорт | 1        | 0     | 1       |
| Лижні перегони      | 1        | 2     | 3       |
| Фігурне катання     | 1        | 1     | 2       |
| Загалом             | 3        | 3     | 6       |

## Гірськолижний спорт
Від Вірменії на Ігри кваліфікувався один гірськолижник, що відповідав базовому кваліфікаційному критерію.
Чоловіки
| Спортсмен       | Дисципліна                    | 1-й спуск | 1-й спуск | 2-й спуск   | 2-й спуск   | Сума        | Сума        |
| Спортсмен       | Дисципліна                    | Час       | Місце     | Час         | Місце       | Час         | Місце       |
| --------------- | ----------------------------- | --------- | --------- | ----------- | ----------- | ----------- | ----------- |
| Арутюн Арутюнян | Гігантський слалом (чоловіки) | НС        | НС        | Не потрапив | Не потрапив | Не потрапив | Не потрапив |

## Лижні перегони
Від Вірменії на Ігри кваліфікувалися один лижник і дві лижниці.
Дистанційні перегони
| Спортсмен        | Дисципліна                        | Класичний стиль | Класичний стиль | Вільний стиль | Вільний стиль | Фінал     | Фінал       | Фінал |
| Спортсмен        | Дисципліна                        | Час             | Місце           | Час           | Місце         | Час       | Відставання | Місце |
| ---------------- | --------------------------------- | --------------- | --------------- | ------------- | ------------- | --------- | ----------- | ----- |
| Мікаєл Мікаєлян  | 15 км класичним стилем (чоловіки) | Н/Д             | Н/Д             | Н/Д           | Н/Д           | 43:09.1   | +5:14.3     | 61    |
| Мікаєл Мікаєлян  | 30 км скіатлон (чоловіки)         | 42:09.7         | 37              | 43:08.5       | 47            | 1:25:53.7 | +9:43.9     | 47    |
| Катя Галстян     | 10 км класичним стилем (жінки)    | Н/Д             | Н/Д             | Н/Д           | Н/Д           | 34:37.5   | +6:31.2     | 74    |
| Ангеліна Мурадян | 10 км класичним стилем (жінки)    | Н/Д             | Н/Д             | Н/Д           | Н/Д           | 39:43.4   | +11:37.1    | 94    |

Спринт
| Спортсмен    | Дисципліна | Кваліфікація | Кваліфікація | Чвертьфінал  | Чвертьфінал  | Півфінал     | Півфінал     | Фінал        | Фінал        |
| Спортсмен    | Дисципліна | Час          | Місце        | Час          | Місце        | Час          | Місце        | Час          | Місце        |
| ------------ | ---------- | ------------ | ------------ | ------------ | ------------ | ------------ | ------------ | ------------ | ------------ |
| Катя Галстян | Жінки      | 4:00.48      | 80           | Не потрапила | Не потрапила | Не потрапила | Не потрапила | Не потрапила | Не потрапила |

## Фігурне катання
У вересні 2021 року на cS Nebelhorn Trophy 2021 в Оберстдорфі від Вірменії кваліфікувалася пара в танцях на льоду.
| Спортсмени                        | Дисципліна     | КТ    | КТ    | ДТ     | ДТ    | Сума   | Сума  |
| Спортсмени                        | Дисципліна     | Бали  | Місце | Бали   | Місце | Бали   | Місце |
| --------------------------------- | -------------- | ----- | ----- | ------ | ----- | ------ | ----- |
| Тіна Гарабедян Сімон Пру-Сенекаль | Танці на льоду | 65.87 | 19 Q  | 101.16 | 16    | 167.03 | 18    |